# Vipera berus sachalinensis
Vipera berus sachalinensis är en underart till den vanliga huggormen som beskrevs av Zarevsky 1917.
Underarten förekommer i östra Ryssland, inklusive ön Sachalin och flera mindre ryska öar i regionen, i norra Mongoliet och i Nordkorea.